# Route nationale 327
Pour les articles homonymes, voir Route 327.

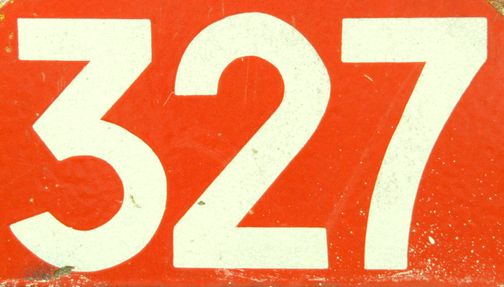
Cartouche d'une borne de la Nationale 327

La route nationale 327, ou RN 327, était une route nationale française reliant Pontoise à Allonne. À la suite de la réforme de 1972, elle a été déclassée en RD 927 sauf dans la traversée d'Ennery où elle est devenue la RD 927Z, l'identifiant RD 927 ayant été affecté au tracé nouveau de cette route par l'est de la commune.
De 1978 à 2006, un court tronçon correspondant à l'ancienne RN 7H joignant Menton à Vintimille en Italie a porté ce numéro avant d'être déclassée en RD 6327.

## Ancien tracé de Pontoise à Allonne
- Pontoise D 927 (km 0)
- Ennery (km 3)
- Hérouville-en-Vexin (km 7)
- Vallangoujard (km 9)
- La Chapelle, commune de Labbeville (km 10)
- Amblainville (km 19)
- Méru (km 24)
- Corbeil-Cerf (km 29)
- Ressons-l'Abbaye (km 32)
- Saint-Quentin, commune d'Auteuil (km 37)
- Allonne D 927 (km 45)